# Schiffbau

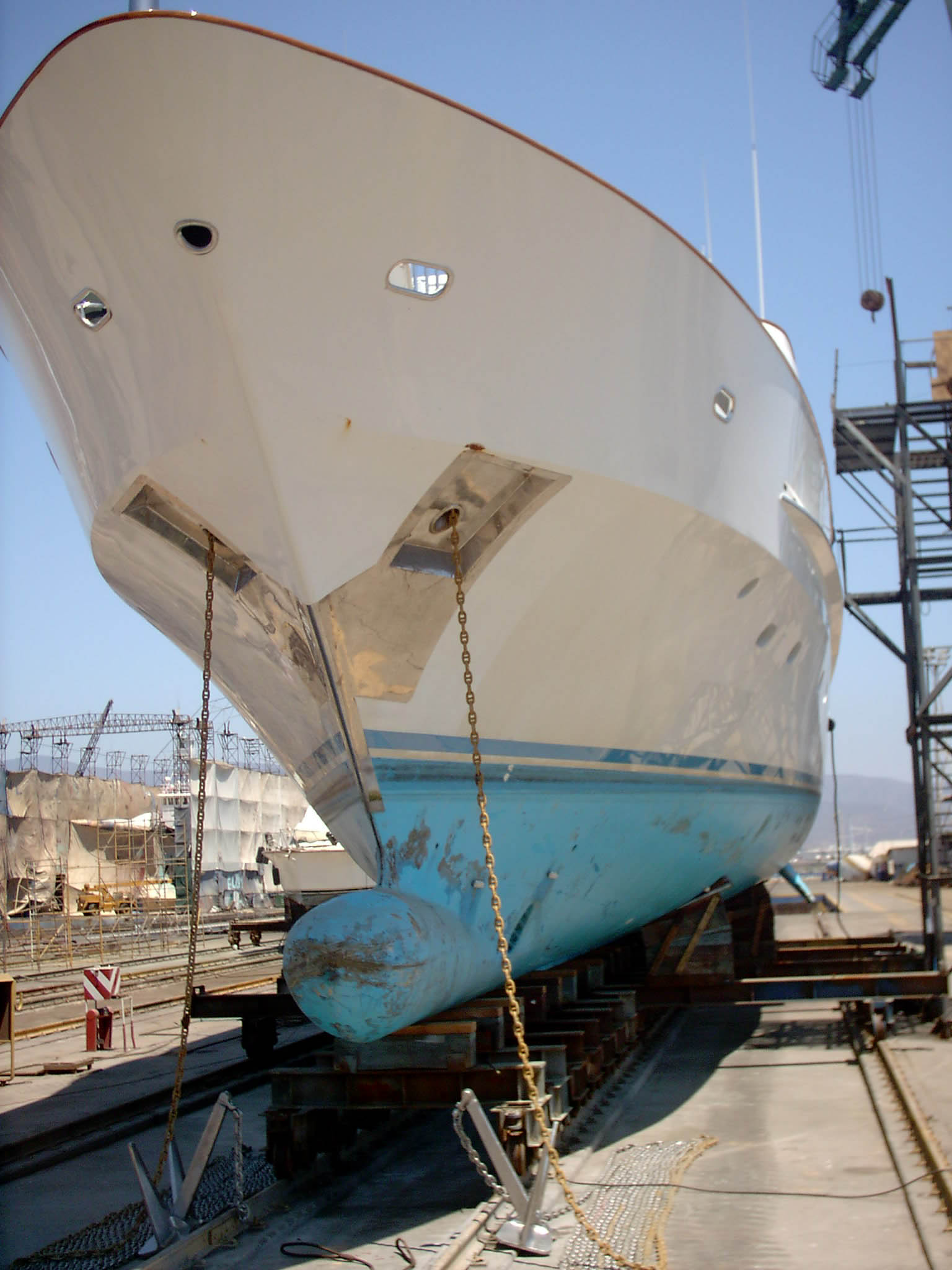
Schiffsrumpf zur Reparatur

Als Schiffbau bezeichnet man die Ingenieurwissenschaft, die sich mit der Entwicklung von Schiffen befasst, sowie den Industriezweig, der Schiffe fertigt und repariert.

## Schiffbau heute

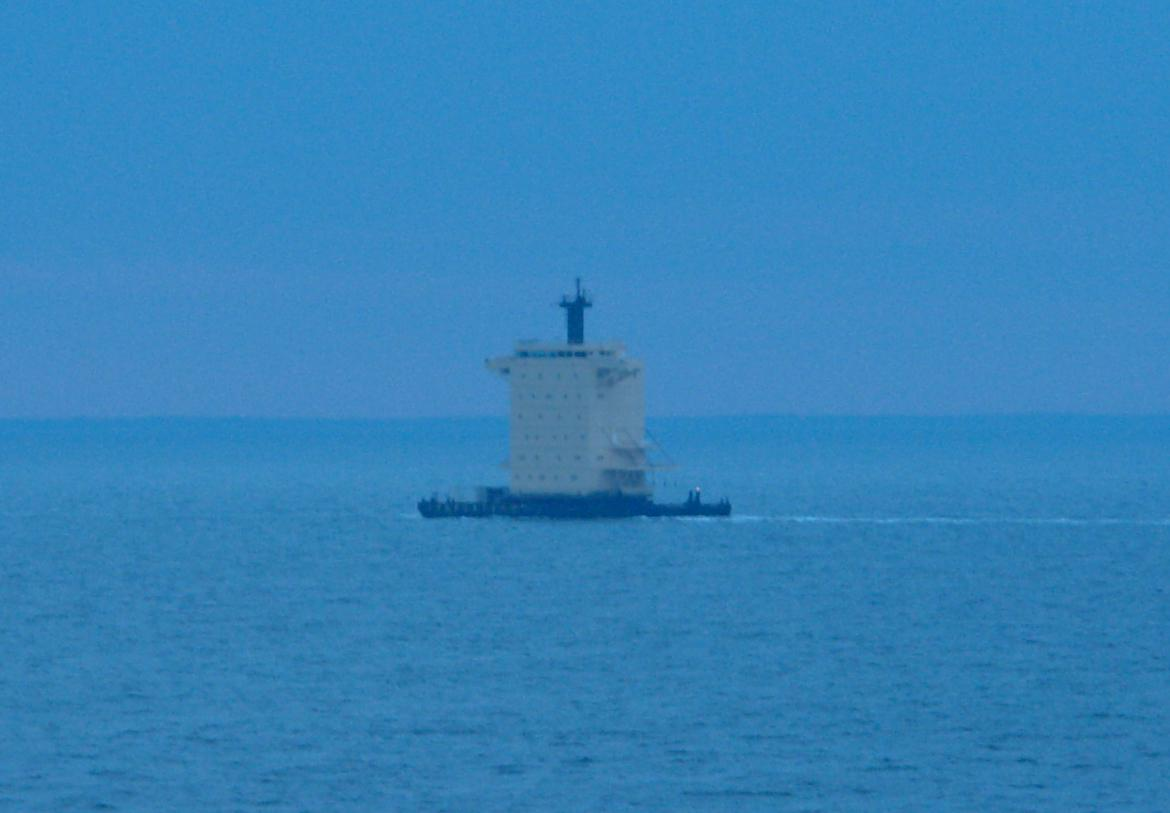
Auf solchen Pontons werden, wie hier auf der Ostsee, komplette Decksaufbauten und Rumpfsektionen zur Endmontage zugeliefert

Der Schiffbau findet in spezialisierten Betrieben, den Werften, statt. Dort werden die Einzelteile aus Stahl- bzw. Leichtmetallblech und Profilen ausgeschnitten. Im Stahlschiffbau sind Hollandprofile (nach EN 10067: Wulstprofil/Bulbprofile) gebräuchlich, dies sind Rechteckprofile mit einem ähnlich großen Querschnitt wie eine Eisenbahnschiene und mit einer wulstförmigen Gurtung auf einer Seite, also in etwa ein abgerundetes L-Profil. Das Ausschneiden geschieht im Stahlschiffbau mit Schneidbrennanlagen. Die Einzelteile werden erforderlichenfalls gekrümmt, wenn sie zur Außenhaut gehören. Danach werden sie zu Sektionen zusammengeschweißt. Eine Sektion kann z. B. der Bugwulst, ein Teil des Vorstevens oder ein Teil des Bodens sein. Die Sektionen werden zur Endmontage ins Dock (früher auch auf den Helgen) gebracht. Dort werden sie miteinander verschweißt. Da sie meistens leicht verzogen sind, besteht das besondere Können darin, sie durch geschickten Kraftaufwand zu verformen, um jeweils die beiden miteinander zu verschweißenden Blechkanten zur Deckung zu bringen. Deckshäuser, Schornsteine und ähnliche Decksaufbauten werden parallel dazu auf gleiche Weise gefertigt, oder man lässt sie gelegentlich auch von Zulieferbetrieben fertigen. Sie werden danach als Ganzes aufgesetzt und verschweißt. Die Schweißnähte werden – soweit machbar – von Automaten gelegt, was in den stark gekrümmten Bereichen des Vor- und Achterschiffs an seine Grenzen stößt.
Noch im Rohbauzustand wird das Schiff zu Wasser gelassen. Wenn es nicht im Dock, sondern auf dem Helgen gebaut wurde, nennt man diesen Vorgang Stapellauf. Anschließend erfolgt am Ausrüstungskai der Endausbau. Während die Grobblech-Konstruktion von der Werft selbst gefertigt wird, werden viele sonstige Komponenten von Zulieferern eingekauft, denn auch im Schiffbau ist eine relativ geringe Fertigungstiefe am wirtschaftlichsten. Nach Probefahrten, die unter anderem dem Nachweis der vertraglich vereinbarten Geschwindigkeit dienen, wird das Schiff dem Eigner übergeben. Es ist nicht ungewöhnlich, dass aus terminlichen Gründen letzte Arbeiten an der Einrichtung und Ausrüstung während der Probefahrt durchgeführt werden.
Der Fertigung eines Schiffes gehen Entwurf und Konstruktion voran. Der Entwurf wird von Modellversuchen in einer Schiffbau-Versuchsanstalt begleitet, um die benötigte Maschinenleistung, die Manövriereigenschaften und das Verhalten im Seegang festzustellen und erforderlichenfalls den Entwurf zu korrigieren. CFD-Software ist meist nicht leistungsfähig genug, Modellversuche zu ersetzen. Die komplexen Wechselwirkungen zwischen Schiff und Wasser bringen die CFD-Rechenmodelle an ihre Grenzen, so dass einiges an Grundlagenforschung betrieben werden muss. Schiffskonstruktionen werden mit spezieller schiffbaulicher CAD-Software entwickelt.
In Sportbootwerften werden heute viele Methoden aus dem Automobilbau angewendet, um die Fertigung zu optimieren und um Kosten zu sparen. Der moderne Yachtbau setzt auf CAD und Ausführung in GFK. Das Boot wird komplett zusammengebaut und erst dann zu Wasser gelassen. Dank Serienproduktion braucht nicht jedes einzelne Boot im Wasser getestet werden.

## Geschichte des Schiffbaus
Die Geschichte des Schiffbaus lässt sich nach Epochen gliedern, es können aber auch grundlegende Konstruktionsprinzipien unterschieden werden, die sich im auf überliefertem Erfahrungswissen basierenden Schiffbau oft über Jahrhunderte hinweg weitgehend unverändert gehalten haben.
Zu unterscheiden sind der Einbaum, seine Erweiterung zu prahmartigen Booten und solchen mit Setzbord sowie die bis ins 20. Jahrhundert übliche Schalenbauweise, bei der eine zunächst erstellte Holzschale durch nachträglich eingesetzte Spanten stabilisiert wurde, und die seit dem 15. Jahrhundert übliche Skelettbauweise, bei der zunächst der Kiel gelegt und Spanten aufgesetzt wurden und anschließend verplankt wurde. Nach diesem kurzen Einblick über die traditionellen Bauweisen erfolgt im Folgenden eine Aufgliederung in zeitliche Epochen.

### Seefahrten vor der Antike
Die frühere Lehrmeinung, dass die ersten Schiffe von den Ägyptern gebaut wurden, ist überholt.
Vor archäologisch belegten mindestens 40.000 Jahren (nach anderen Indizien schon viel früher) ist der Homo sapiens nach Australien eingewandert. Dank niedrigerem Meeresspiegel gab es damals zwar kürzere Seewege von Asien nach Australien als heute, über dem Timorgraben mussten aber mindestens 100 km Ozean überquert werden. Dafür waren hochseetaugliche Schiffe nötig (wenn man einen unglaublichen Zufall ausschließt). Doch bleibt der Nachweis indirekt, da es bisher keine direkten archäologischen Hinweise auf Schiffe aus dieser Zeit gibt.
Neuere Forschungen und Funde lassen eine Besiedlung Amerikas vor mindestens 15.000 Jahren von See her an der südlichen Pazifikküste von Südamerika als möglich erscheinen.
Vor mindestens 12.000 Jahren besiedelten Menschen die bis dahin unbewohnte Insel Zypern. Welche Art Wasserfahrzeug für die damals etwa 50 km weite Reise nach Zypern eingesetzt wurde, ist unklar. Fest steht aber, dass Hausrat und Vieh um etwa 8200 v. Chr. von Bauern aus der Levante auf die Insel gebracht wurden. Andere Menschen holten etwa 7000 v. Chr., also ebenfalls weit vor den Ägyptern, Obsidian von der Insel Melos.

### Erste bekannte Schiffstypen
Die Ägypter setzten Schiffe vornehmlich für Fahrten auf dem Nil ein. Hierfür wurde anfangs Schilf und später dann auch Holz verwendet. Die ersten Berufe des Schiffbaus waren demgemäß Zimmermann und Segelmacher sowie Seiler. Die Seilmacherkunst beschränkte sich nicht nur auf die Takelage, auch für die Festigkeit der Schiffe waren Tampen erforderlich, die zwischen Bug und Heck gespannt wurden, damit diese Endbereiche des Schiffs nicht durchhingen.
Auch die Inder waren frühe Schiffbauer. Sie befuhren vornehmlich den Indus und den Ganges.
Durch die Minoer, Phönizier und Griechen wurde der Schiffbau weiterentwickelt. Die ersten Langschiffe, die für die Fahrt im Mittelmeer und im Schwarzen Meer verwendet wurden, stellten erhöhte Anforderungen an die Seetüchtigkeit und Stabilität. Zugleich wurden dickbauchige Handelsschiffe entwickelt. Häufig mussten Reparaturen auf hoher See oder an entlegenen Stränden durchgeführt werden, so dass der Beruf des Schiffszimmermanns als Besatzungsmitglied erforderlich wurde. Die Typisierung der Schiffe schritt voran, Schiffstypen wie die Bireme oder Trireme wurden nach festen Regeln und Proportionen gebaut. In der Frühzeit des griechischen und phönizischen Schiffbaus wurden die Schiffe noch am Strand gebaut, später wurden die Werft und das Trockendock (um 200 v. Chr.) als Spezialbetrieb entwickelt.
Im 3. Jahrhundert v. Chr. war der Schiffbau in Karthago am höchsten entwickelt. Der Bau großer Schiffe wie der Quinqueremen der Karthager bedurfte einer ausgefeilten Logistik und des Zusammenspiels der einzelnen Gewerke. Im ersten punischen Krieg strandeten karthagische Kriegsschiffe an den Küsten Italiens. Dies war das Startsignal für den römischen Schiffbau. Die karthagischen Schiffe wurden als Muster für römische Schiffe benutzt. Die karthagische Schiffbaukunst wurde kopiert und um den Corvus als römische Erfindung ergänzt. Innerhalb kurzer Zeit schufen die Römer eine leistungsfähige Werftindustrie und bauten eine Flotte, die es mit den Karthagern aufnehmen konnte. Nach der Eroberung Karthagos war der römische Schiffbau technisch führend, allerdings bauten die Griechen in Ägypten noch größere Schiffe. Ein besonders bedeutender Werftstandort des Römischen Reiches war Misenum am Golf von Neapel, zugleich Flottenstützpunkt, Hafen, Marineschule (armaturarum schola) und Standort der prima adjutrix, einer Legion von Marineinfanteristen.

### Mittelalter
Im Mittelalter gab es in Europa jeweils im Mittelmeer und in Nord- und Ostsee zwei getrennte Entwicklungslinien des Schiffbaus.
Die mediterrane Linie setzte die römische Tradition fort, während der Norden Europas völlig anders konstruierte. Typisch für den Norden war das in zwei Achsen symmetrische Boot bzw. Schiff, Bug und Heck waren gleich gebaut und die Klinkerbeplankung, die nur schwache Spanten benötigte, die mit den Planken durch Schnüre verbunden waren.
Das Nydam-Schiff aus dem 4. Jahrhundert ist ein Beispiel aus dieser Tradition; es hatte noch kein Segel. Die Wikinger entwickelten dies zu ihren Langschiffen weiter, die für weite Reisen nach Island, Grönland und Neufundland geeignet waren. Neben den Langschiffen für militärische Zwecke bauten sie später bauchigere Handelsschiffe.
Die Wikinger verwendeten ein einziges Rahsegel. Dies galt auch noch für die Hansekogge, die ebenfalls klinkerbeplankt war, aber schon ein deutlich abweichend geformtes Heck hatte, an dem das Ruder mittig am Steven gefahren wurde. Die Schiffbauer des Mittelmeeres verwendeten Kraweelbeplankung und deren Schiffe trugen dreieckige Lateinersegel an ein oder zwei Masten.

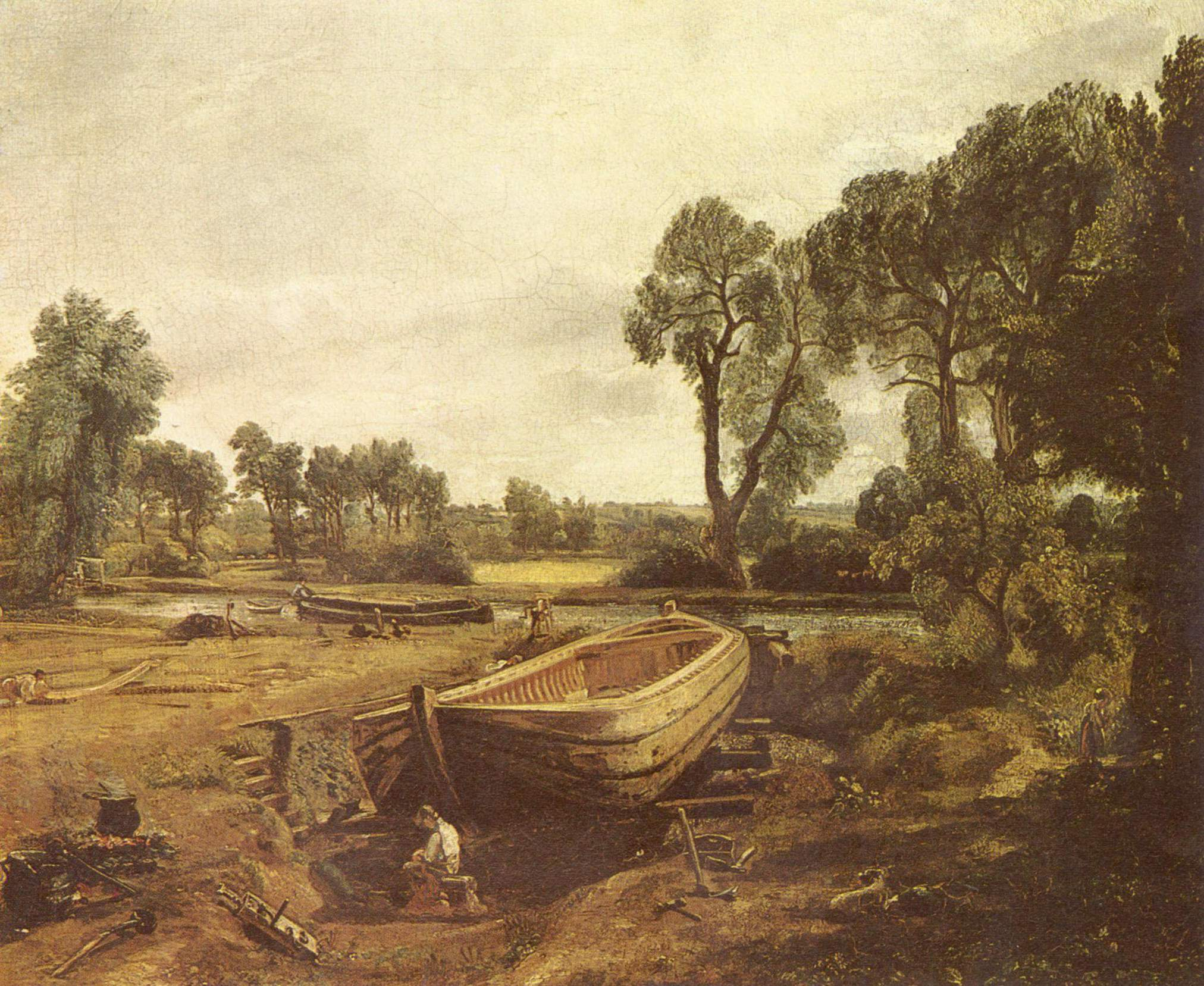
Bootsbau in Flatford, John Constable, 1815

Gegen Ende des Mittelalters, als Kaufleute und Piraten aus dem Norden in das Mittelmeer vordrangen, kam es ab 1300 zur Vermischung der Traditionen. Die Bremer Kogge von 1380 war bereits am Boden kraweel beplankt. Als Ergebnis der Vermischung entstand das Entdeckerschiff der frühen Neuzeit, die Karavelle und der Nachfolgetyp der Kogge, der Kraweel.
Der Schiffbau fand in Europa bis in das 19. Jahrhundert hinein in erster Linie in Werften an Stränden statt. Meist wurden die Schiffe quer zur Fahrtrichtung am Strand aufgebaut. Der Kiel lag auf den sogenannten Stapeln; an diese Art, Schiffe zu bauen, erinnert heute noch das Wort „Stapellauf“. Auf hölzernen Gleitschienen wurden die Schiffe in das Wasser geschoben. Nur selten wurde auch die Längsrichtung benutzt. Diese Art des Schiffbaus in Strandwerften begrenzte die Größe der Schiffe.

### Neuzeit

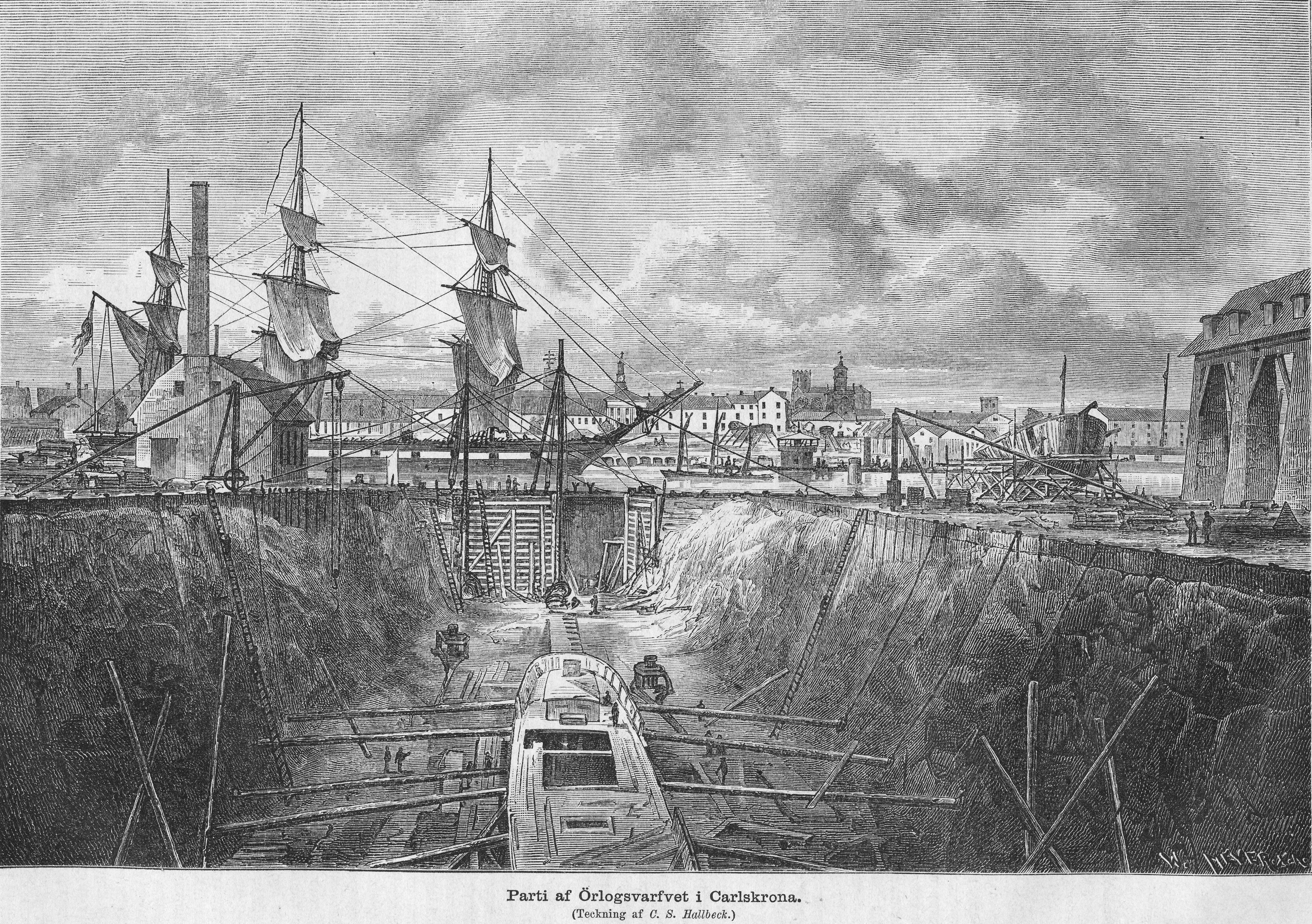
Trockendock Marinehafen Karlskrona um 1700

Die ersten chinesischen Trockendocks wurden spätestens vom chinesischen Admiral Zheng He Anfang des 15. Jahrhunderts entwickelt und in Nanjing gebaut. Auf ihnen fand der Bau der für damalige Verhältnisse großen Schatzschiffe statt, die sogar etwas länger waren als die Karacken des späten Mittelalters in Europa. Noch heute ist ein solches Trockendock in Nanjing erhalten.
Das Trockendock wurde in Europa 1495 in Portsmouth zum ersten Mal seit der europäischen Antike wieder angewandt. Es dauerte jedoch noch mehrere hundert Jahre, bis sich das Trockendock für den Schiffbau im 19. Jahrhundert allgemein durchsetzte. Drei Jahrtausende lang war Holz das dominierende Baumaterial für Schiffe.
Zu Beginn der Industrialisierung begannen die Schiffbauer vor allem in Großbritannien verstärkt Eisen einzusetzen, um das rar gewordene Krummholz zu ersetzen. Damit entstand die Kompositbauweise mit Kielschwein und Spanten aus Eisenprofilen und Beplankung aus Holz. Das Unterwasserschiff wurde zum Schutz gegen Bewuchs mit Kupferblech beschlagen.

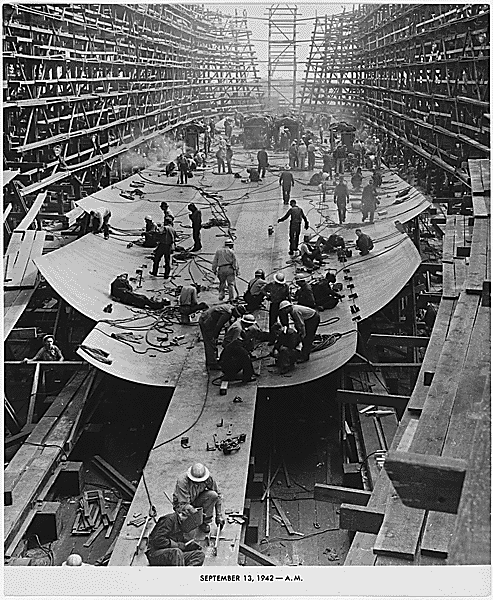
Militärischer Schiffbau in den 1940er Jahren in den Vereinigten Staaten

Gegen ganz aus Eisen gebaute Schiffe gab es lange Vorbehalte, unter Umständen deshalb, weil Eisen im Gegensatz zu Holz nicht schwimmen konnte. Möglicherweise brachte ein Sturm, den ein allein aus Eisen gebautes Schiff schadlos überstand, die Wende. Damit wurde die Bauweise aus vernieteten Eisenplatten üblich. Im seinerzeit leistungsstärksten Schiffbauland Großbritannien erreichte der Eisenschiffbau im Jahr 1883 mit 860.000 Tonnen seinen Höhepunkt und fiel innerhalb der nächsten Jahre auf 50.000 Tonnen im Jahr 1888 und bis 1895 auf nur noch 10.000 Tonnen. 1878 wurden die ersten Schiffe mit 4500 Tonnen aus dem nochmals geeigneteren Schiffbaumaterial Stahl registriert, dessen Verwendungsanteil an der Produktionsmenge in Großbritannien bis 1880 auf 4 %, bis 1885 auf 60 % und bis 1895 auf ganze 95 % stieg.
Die ersten auf einer deutschen Werft gebauten seegehenden und von einem Propeller angetriebenen „Eisendampfer“ waren die Erbgroßherzog Friedrich Franz und die Großfürst Konstantin, die die Neptun-Werft in Rostock 1851 für die Rostock-St. Petersburger Dampfschiffahrtsgesellschaft baute.
Während des Ersten Weltkriegs begann man in Großbritannien mit dem Einsatz der Schweißtechnik im Schiffbau (erstes geschweißtes Schiff: Fullagar).
Nach dem Ende des Ersten Weltkriegs und aufgrund der starken Beschränkungen durch die Bedingungen des Versailler Vertrags forcierte die deutsche Marine die Schweißtechnik, da diese leichtere Schiffe erlaubte. Insbesondere bei den Panzerschiffen wurde dies konsequent angewendet.
Nach dem Zweiten Weltkrieg war Deutschland der Schiffbau zunächst untersagt und erst ab 1951 wieder gestattet. Bis zur Werftenkrise in den 1970er Jahren erreichte der deutsche Schiffbau vorübergehend eine führende Stellung in der Welt.
Siehe auch: Wikingerlangschiff, Hansekogge, Karavelle, Heinrich der Seefahrer, Vollschiff

## Fachliche Gliederung des Schiffbaus

### Schiffsentwurf

Linienriss

Konstruktionsspantenriss, rechte Seite: Vorschiff, linke Seite: Achterschiff

Beim Schiffsentwurf wird zunächst die geometrische Form des Rumpfes entwickelt und in einem Linienriss dokumentiert. Der Linienriss enthält Wasserlinien (horizontale Schnitte), Konstruktionsspanten (vertikale Schnitte in Querrichtung), Schnitte (vertikale Schnitte in Längsrichtung) und teilweise auch Senten (schräge Schnitte). Aus Symmetriegründen und wegen der besseren Sichtbarkeit stellt ein Spantriss üblicherweise nur eine Hälfte dar, das Achterschiff links und das Vorschiff rechts. Dabei wird das Schiff in Längsrichtung in 20 gleich lange Abschnitte unterteilt, die dann die Konstruktionsspanten ergeben. Die Konstruktionsspanten sind von 0 (achteres Lot HL)
bis 20 (vorderes Lot VL)
durchnummeriert. Weitere Spanten werden im Bereich großer Formänderung, also Achter- und Vorschiff, benutzt. Die sind in der Regel Spanten auf halbem Spantabstand mit der Nummerierung 18,5 und 19,5. Um das gesamte Schiff, also auch achtern vom HL und vor dem VL, darzustellen, werden weitere Spanten eingefügt. Diese werden dann entsprechend nummeriert (zum Beispiel −5, −4, 21, 22, …). Ziel des Entwurfs ist es, eine Schiffsform zu entwickeln, die den Vorgaben des Reeders entspricht und dabei die unterschiedlichen hydrodynamischen, konstruktiven, fertigungstechnischen Anforderungen einhält. Am Ende des Prozesses steht dabei ein Kompromiss aus allen Parametern zur wirtschaftlichen Nutzung des Schiffs.
In der Regel wird ein vorhandener Linienriss als Vorlage genommen und geometrisch verzerrt.
Der Schiffsentwurf erfolgt in der Regel in dieser Reihenfolge:
- Anforderung an das Schiff, zum Beispiel Länge, Breite, Tiefgang, Geschwindigkeit, Ladevolumen, Anzahl von Containerplätzen oder der Tragfähigkeit
- Aufteilung des Schiffes in die Geometrie der Laderäume, Tanks etc.
- Es wird ein grober Generalplan GAP („General Arrangement Plan“) erstellt.
- Festlegung oder Abschätzung der wichtigen hydrodynamischen Kenngrößen, wie zum Beispiel Blockkoeffizient CB, Verdrängungsschwerpunkt, Widerstand
- Anschließend wird versucht, die Schiffsform um den festen Punkt herum anhand der Anforderungen zu entwerfen.

Der Schiffsentwurf ist immer ein Kompromiss zwischen Anforderungen des Reeders und dem physikalisch Machbaren.
Anmerkungen
1. ↑  Das achtere Lot befindet sich in der Regel an der Stelle, an der sich die Konstruktionswasserlinie mit dem Ruderschaft schneidet. Die Konstruktionswasserlinie entspricht dem horizontalen Schnitt auf dem festgelegten Tiefgang.
2. ↑  Das vordere Lot liegt an der Stelle, an der die Vorschiffskontur die Konstruktionswasserlinie schneidet.

Die Länge zwischen dem vorderen und achteren Lot nennt man auch die Länge zwischen den Loten. Die Abkürzung hierfür ist LPP von Length between perpendiculars (für kleinere Schiffe meist LBP abgekürzt). In der Regel werden die hydrodynamischen Kenngrößen auf diese Länge bezogen.

### Schiffshydrodynamik
Mit empirischen Verfahren, beispielsweise dem Holtrop-Verfahren, mit Widerstands- und Propulsionsversuchen im Modellmaßstab und teilweise auch mit CFD-Berechnungen wird eine Prognose erstellt, wie viel Maschinenleistung das Schiff brauchen wird, um die vertraglich vereinbarte Geschwindigkeit zu erreichen. Die Genauigkeit, die dabei gefordert und auch erreicht wird, ist enorm. Diese Untersuchungen am Schiffsrumpf gehen Hand in Hand mit mindestens genauso aufwendigen hydrodynamischen Untersuchungen am Propeller. Weitere hydrodynamische Untersuchungen betreffen das Manövrier- und Seegangsverhalten und teilweise auch entsprechende Modellversuche in Eis.
Zur Beurteilung der Schnittigkeit einer Unterwasser-Schiffskonstruktion werden unterschiedliche Völligkeitsgrade berechnet, deren Werte immer unter 1 liegen.
- Völligkeitsgrad des Hauptspantes (Midship Coefficient {\displaystyle c_{M}}): Dabei wird die Fläche des Hauptspantes bis zur Konstruktionswasserlinie (KWL) im Verhältnis zum umschriebenen Rechteck (Breite KWL × Tiefgang) berechnet (früher: Völligkeitsgrad alpha)
- Völligkeitsgrad der Wasserlinienfläche(Waterline Area Coefficient {\displaystyle c_{W}}): Er bewertet das Verhältnis der Fläche der Konstruktionswasserlinie zur Länge × Breite des umschreibenden Rechtecks (früher: Völligkeitsgrad beta)
- Völligkeitsgrad der Verdrängung (Block Coefficient {\displaystyle c_{B}}): Hier wird die Verdrängung des Schiffes durch den umschreibenden Quader (Länge × Breite × Tiefgang) geteilt (früher: Völligkeitsgrad gamma). Je kleiner der Wert ist, desto schlanker ist der Schiffskörper. Sportboote haben einen kleinen Wert, Tanker oder Pontons tendieren im Wert zu 1.
- Prismatic Coefficient {\displaystyle c_{P}}: Er beschreibt das Verhältnis der Verdrängung des Schiffes zur Hauptspantfläche mal Länge (früher: Völligkeitsgrad delta)

### Schiffsfestigkeit

Schweißarbeiten an einer Bodensektion

Längsfestigkeit: Global und in allergröbster Näherung wird das Schiff als ein Biegebalken angesehen, dessen Schnittlasten sich aus der unterschiedlichen Verteilung von Gewicht, Ladung und Auftrieb ergeben.
Querfestigkeit: Eine in Gedanken herausgeschnittene Scheibe wird bei vernachlässigter Wechselwirkung mit dem weggeschnittenen restlichen Schiff als U-förmige Anordnung von Stahlträgern berechnet.
Siehe auch Balkentheorie.
Detailliertere Berechnungen mit FEM-Software berücksichtigen, dass das Schiff als Grobblechkonstruktion ein komplexes Gefüge aus Flächentragwerken darstellt.
Um immer wiederkehrende Berechnungen zu vermeiden, dimensioniert man die Spanten, Rahmen, Träger, Lukensülle und dergleichen gemäß Bauvorschriften von Klassifikationsgesellschaften.

### Schiffsmaschinenbau
Als Schiffsantriebe kommen heute meist Dieselmotoren zum Einsatz. Auf Kriegsschiffen, bei denen Wirtschaftlichkeitsüberlegungen gegenüber anderen Anforderungen zurücktreten, gibt es zum Teil abweichende Motorisierungen, etwa CODLAG-Antrieb, Nuklearantrieb oder verschiedene Formen elektrischer Antriebe bei U-Booten. Kolbendampfmaschinen gehören der Geschichte an, Dampfturbinen kommen praktisch nur noch bei Öltankern zum Einsatz. Gasturbinen sowie Nuklearantriebe haben sich in der zivilen Schifffahrt nicht durchsetzen können. Allerdings werden heute neue Kreuzfahrtschiffe, die in den USA Häfen in Alaska anlaufen wollen, wieder mit Gasturbinen ausgerüstet. Der Vorteil ist der fast nicht vorhandene Ausstoß an Rußpartikeln.
Schiffsmotoren gliedert man in schnell-, mittelschnell- und langsamlaufende Motoren einerseits und in Zwei- und Viertaktmotoren andererseits. Zweitaktmotoren sind immer Langsamläufer. Die größten Leistungen werden von Langsamläufern erbracht.
Ein Dieselmotor mit 98 MW wiegt ca. 3300 t und hat die folgenden Abmessungen: L ca. 32,3 m, B ca. 12 m (inkl. Plattform), H ca. 14 m. Als Antrieb werden solche Motoren für Containerschiffe verwendet, die eine Tragfähigkeit von ca. 10.000 TEU haben.
Bei der Emma-Mærsk-Klasse (14.770 TEU) wird statt eines bisher weit verbreiteten 12-Zylinder-Reihen-Dieselmotors mit 90.000 oder 93.000 PS ein 14-Zylinder-Dieselmotor des Typs Wärtsilä/Sulzer 14RT-flex96C mit 108.908 PS Leistung eingebaut. Der Propeller hat ca. 10 m Durchmesser und wiegt etwa 130 Tonnen, um das größere Motordrehmoment bei gleicher Drehzahl des Motors (94–104/min) in Vortrieb umzusetzen.
Besonders leistungsstark ausgestattet sind:
- der CMA-CGM-Marco-Polo-Typ – 80.080 kW (108.878 PS)
- die Triple-E-Klasse – 2 × MAN Zweitakt-Dieselmotor mit je 59.360 kW (80.707 PS)

## Wirtschaftliche Bedeutung des Schiffbaus
Der internationale Schiffbaumarkt im Bereich der frachttragenden Standard-Seeschiffe ist seit Jahrzehnten ein subventionierter Markt, da verschiedene Staaten hier wirtschafts- und entwicklungspolitische Ziele verfolgten. Mittlerweile dominieren vor allem die Volksrepublik China und Südkorea den Markt.
Teilweise bieten asiatische Werften – unterstützt durch staatliche Subventionen – Schiffe am Markt unter Materialkosten an, vor allem technisch anspruchslose Schiffstypen. Beispielsweise lassen sich Massengutfrachter und Tanker in Europa nicht zu konkurrenzfähigen Preisen herstellen.
Die Länder Europas und Nordamerikas haben darauf unterschiedlich reagiert:
- Vollständiger Rückzug aus dem Schiffbau,
- Beschränkung auf Marineschiffbau (Kriegsschiffe) und Reparaturdienstleistungen,
- Spezialisierung auf komplexe, werthaltige Hightech-Schiffstypen, wie zum Beispiel Kreuzfahrtschiffe, Yachten und Schiffe mit speziellen Aufgaben,
- Ingenieurdienstleistungen ohne Fertigung.
- Spezialisierung auf Schiffsausrüstung

Der Internationale Metallgewerkschaftsbund richtete seit 1951 Schiffbaukonferenzen aus, um durch abgestimmte gewerkschaftliche Strategien die Konkurrenz zu Ungunsten der Beschäftigten abzubauen – jedoch ohne nachhaltigen Erfolg. Trotz schwieriger Marktbedingungen beschäftigen in Europa mehr als 350 Werften gut 100.000 Beschäftigte und erzielen durchschnittlich einen jährlichen Umsatz von rund 15 Mrd. Euro.
Einige früher bedeutende Schiffbaunationen, wie zum Beispiel Großbritannien und Schweden, haben nach Werftenkrisen keine Werften für den Neubau großer Seeschiffe mehr. Allerdings erlebten die Werften auch in diesen Ländern in den 2010er Jahren wieder einen Aufschwung. Dieser ist vor allem auf die Spezialisierung auf den militärischen Schiffbau sowie die zunehmende Bedeutung von Wartung, Reparatur und Umbau von Schiffen zurückzuführen. Außerdem finden sie Marktnischen bei der Errichtung von Offshore-Windparks in Nordsee und Ostsee.
Eine breite Palette an Werft- und Schiffstypen konnte sich in Deutschland, Spanien, Italien und Polen erhalten. In Deutschland haben sich beispielsweise die Meyer-Werft in Papenburg als Anbieter hochentwickelter Kreuzfahrtschiffe und andere im Bau von Großjachten einen Namen gemacht sowie die Howaldtswerke-Deutsche Werft in Kiel als führender Entwickler und Hersteller konventioneller U-Boote. (Näheres siehe auch Schiffbau in Ostfriesland und Papenburg, Liste bekannter Werften)
Europäische Werften profitieren von ihrer Flexibilität und von ihrer Erfahrung. Seit 2005 sind staatliche Subventionen in Europa ausgelaufen; eine Unterstützung des Schiffbaus ist nur noch mittels OECD-konformer Förderinstrumente für Forschung, Entwicklung und Innovation möglich.
Der Bau von Binnenschiffen erlebte bis 2008 in Europa durch neue Schiffstypen, wie zum Beispiel Flusskreuzfahrtschiffe und Containerschiffe, einen technologischen und wirtschaftlichen Aufschwung. In Deutschland existieren mehr als 50 Binnenschiff-Werften für Neubau und Reparatur. Frachttragende Binnenschiffe werden dagegen überwiegend in Niedriglohnländern wie Rumänien und China gebaut und in Europa nur noch ausgerüstet, zum Beispiel in den Niederlanden.
Impulse für Forschung und Entwicklung ergeben sich
- aus dem Streben nach einer weiteren Senkung von Schiffsverlusten auf See
- der Vermeidung von Umweltkatastrophen durch havarierte Öltanker sowie (nach der Havarie der Exxon Valdez 1989 nahm die Zahl der Neubauten mit Doppelhülle deutlich zu)
- durch den Bau immer größerer Containerschiffe
- durch den gestiegenen Ölpreis (mit dem der Preis für Schweröl korreliert); dieser macht verbrauchssenkende Maßnahmen an Schiffsrumpf, Schiffsmaschine und Schiffsschraube attraktiver bzw. rentabler.[5]

## Leitmesse
Die Weltleitmesse der Schiffbauindustrie ist die SMM (Shipbuilding, Machinery & Marine Technology).
Sie findet in zweijährigem Turnus (in „geraden Jahren“) in Hamburg statt.
Die SMM veranstaltet Tochtermessen in Mumbai (Indien) und in Istanbul (Türkei).

## Branchenvertretung
Branchenvereinigungen und -vertretungen sind unter anderem
- der VSM (Verband für Schiffbau und Meerestechnik) und
- die CESA (Community of European Shipyards Associations[7] – Schiffsindustrie 16 europäischer Staaten).

## Ausbildungsberufe und Studium
Das Handwerk des Schiffbauers kann in Deutschland in der Ausbildung „Konstruktionsmechaniker im Schiffbau“ erlernt werden.

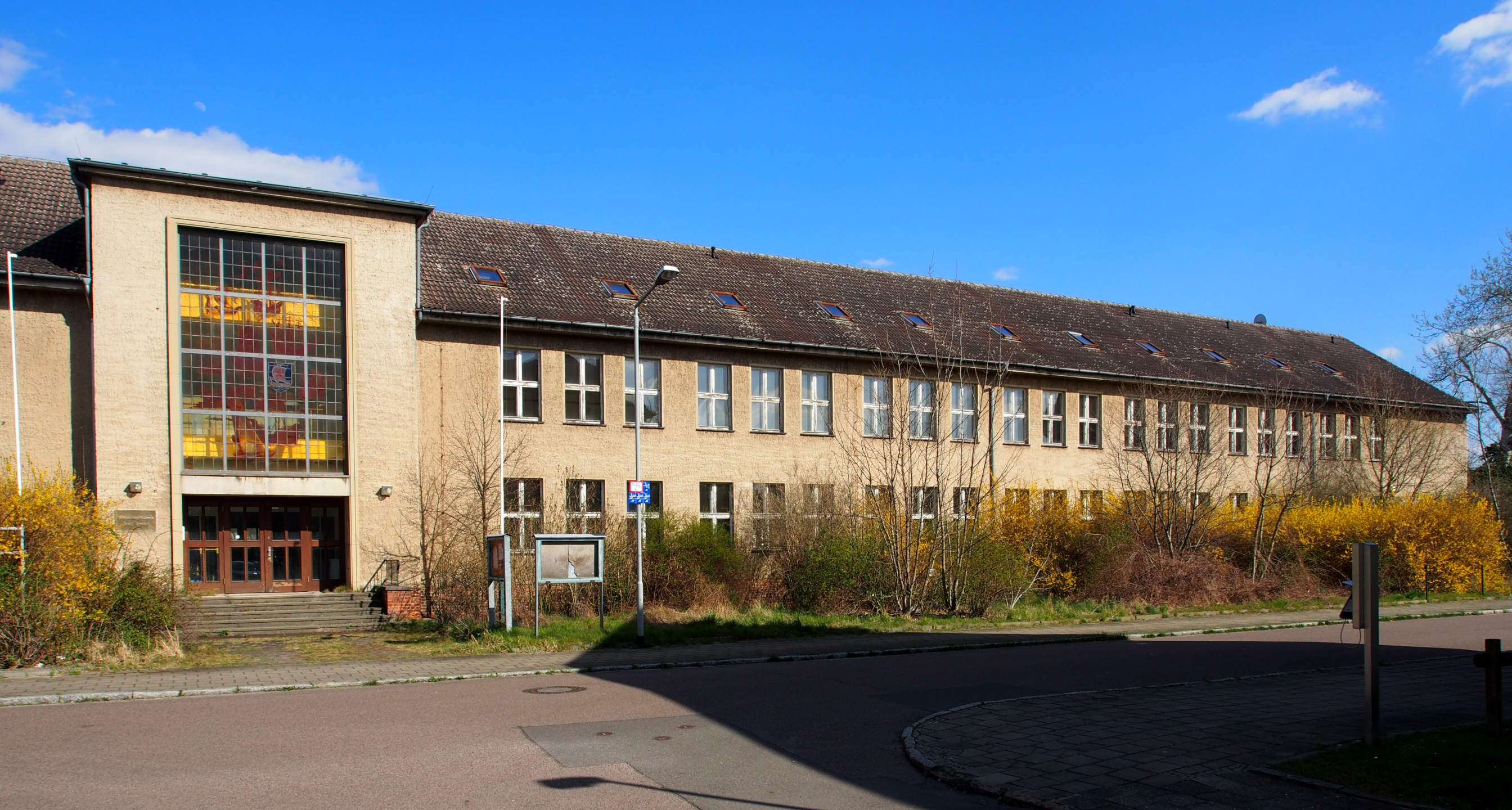
Ehemalige Betriebsberufsschule Josef Ressel der Roßlauer Schiffswerft

Außerdem gibt es an einigen deutschen Hochschulen spezielle Studiengänge, unter anderem an diesen Hochschulen:
- Technische Universität Hamburg Schiffbau (Bachelor of Science) und Schiffbau und Meerestechnik (Master of Science)
- Fachhochschule Kiel: Schiffbau und maritime Technik (Bachelor of Engineering/Master of Engineering)
- TU Berlin Verkehrswesen mit Fachrichtung Schiffs- und Meerestechnik (Bachelor of Science) und Schiffs- und Meerestechnik (Master of Science)
- Universität Duisburg-Essen Maschinenbau mit Vertiefungsrichtung Schiffstechnik (Bachelor of Science) und Schiffstechnik und Meerestechnik (Master of Science)
- Hochschule Bremen Schiffbau und Meerestechnik – Studiengang national und international sowie Studium im Praxisverbund (Bachelor of Engineering/Master of Engineering)
- Universität Rostock Schiffbau (Bachelor of Science) und Schiffbau und Meerestechnik (Master of Science)
- Hochschule Emden / Leer Hier kann am Fachbereich Seefahrt und Maritime Wissenschaften im Studiengang Maritime Technology and Shipping Management (B.Sc.) der Schwerpunkt „Ship and Environmental Engineering“ studiert werden. Eine Vertiefung des Gelernten ist im internationalen Masterstudiengang Maritime Operations (M.Sc.) möglich. Schwerpunkte bilden innovative Schiffsantriebe mit Flettner-Rotoren[8] und Offshore Technologien.